# Роттек, Карл фон
Карл фон Роттек (нем.  Karl von Rotteck, 18 июля 1775, Фрайбург — 26 ноября 1840, Фрайбург) — баденский политик, историк, правовед либеральных взглядов.

## Биография
Мать Карла, Шарлотта д’Ожерон, француженка старинного лотарингского рода, происходила из семьи адвоката, обладала многочисленными талантами и была хорошо образована. В духовном развитии сына мать принимала живое участие. Она дала ему начальное образование: Карл хорошо знал французский язык и литературу. Роттек признавался, что многим обязан матери.
Отец Карла был профессором медицины и директором медицинского факультета Фрайбургского университета, а дядя основал во Фрайбурге анатомический факультет. Семья не принадлежала к дворянскому сословию. Юноше было 16 лет, когда отца не стало, и сын не продолжил его дела.
Индивидуально-психологические особенности Карла фон Роттека в значительной мере повлияли на его деятельность и теоретические знания: французское происхождение и интерес к французской культуре отчасти сказались на ориентации либерализма Роттека на французскую модель; развитое теоретическое мышление — на преимущественно идеологическом характере его деятельность.

### Университетская деятельность
В 1790 Роттек поступил во Фрайбургский университет, где изучал сначала философские и филологические, а с 1792 — юридические науки. У Карла было твёрдое намерение продолжить традицию семьи по линии матери — стать адвокатом. На пути профессионального становления Карлу пришлось преодолеть немало трудностей: он не обладал крепким здоровьем, был хрупкого телосложения, обладал холерическим темпераментом, нередко бывал вспыльчив. Из-за постоянных проблем со здоровьем он нашёл спасение в занятиях сельским хозяйством.
В 1798 Роттек стал профессором кафедры всеобщей истории и был признан как мастер яркого и образного исторического рассказа, сумев побудить свой недуг (заикание). Преподавание поглощало его целиком, с беспрерывным усердием занимался он историческим и философским самообразованием: читал труды Фукидида, Плутарха, Геродота, Ливия, Локка, Смита, Филдинга, Монтескьё, Вольтера, Руссо, Макиавелли, Лессинга, Гердера.
С 1812 по 1829 публикуются все тома первого издания его «Всеобщей истории». Сочинение Роттека было очень популярно в Германии. Несмотря на то, что Роттек читал блестящие образные лекции по всеобщей истории, его мышлению был присущ теоретический характер.
В 1818 он оставил должность профессора истории и занял кафедру права. В юриспруденции Роттека интересовали не столько реальные правовые отношения, сколько идеальная естественно-правовая концепция. В 1819 опубликовано его сочинение «Идеи о государственных чинах», в котором он создал идеальную картину народного представительства.
В 1829—1836 Роттек издал 4-томный учебник по теории государства и права; это произведение выдержано в традициях рационализма XVIII века и изобилует абстракциями.

### Политическая деятельность
Роттек является известным политическим деятелем германского либерального движения периода Реставрации. Спустя год после утверждения великим герцогом Карлом конституции Бадена (28 августа 1818) Роттек был избран своими университетскими коллегами в верхнюю палату баденского ландтага, с 1831 и до самой смерти был членом нижней палаты. Роттек считал себя народным представителем и примыкал к оппозиции, вскоре стал лидером парламентских либералов. Боролся за отмену десятины, за свободу печати, стремление устранить последние остатки абсолютизма и воплотить в жизнь идеи конституционализма.
В начале 1833 г. Роттек был избран мэром Фрайбурга, однако правительство Бадена отказалось утвердить его кандидатуру. Не желая усугублять конфликт между родным городом и правительством страны, Роттек отказался баллотироваться вновь.
С лета 1832 г. Роттек вновь занялся серьёзно литературным трудом. Известный экономист Фридрих Лист предложил Роттеку вместе с Велькером стать редактором «Государственного лексикона» — своеобразного политического словаря, призванного популяризировать либеральные взгляды. При работе над «Лексиконом» в полной мере проявились широта кругозора и запас знаний Роттека, культура исследователя. В этом труде Роттеку принадлежат статьи по праву, истории, экономике, вопросам религии и церкви (всего более 90 статей).
Напряжённая работа пошатнула здоровье учёного. Умирал Роттек тяжело, так как болезнь сопровождалась сильными болями, отсутствием аппетита. Последняя его фраза: «Я умираю умиротворённым!». Современники отмечали, что его смерть — трагедия не только для Бадена, но и для всей Германии: либеральное движение Германии потеряло лидера первого поколения либералов.

## Естественно-правовая концепция Роттека
Теоретической основой обширного наследия Карла фон Роттека была естественно-правовая доктрина. Исходным моментом рационалистических рассуждений Роттека о праве было естественное состояние человека. Роттек полагал, что не знающие границ жадность и себялюбие людей способны создавать ситуации, когда каждый становится врагом другого. Возникновение такой ситуации, по мнению Роттека, — одна из причин образования государства. Учёный определял собственность как фактическую связь вещи с определённой личностью, выделяя в ней три ступени: простое держание, владение и собственность.
В теории естественного права Роттек выделял два важнейших принципа: свободу и равенство. Под свободой он понимал возможность неограниченного выражения воли человека: с одной стороны, желать что-либо независимо от чужой воли, с другой — усмирять собственные желания, если они противоречат желаниям других. В первом случае — проявление внутренней свободы, а во втором — внешней. Причём сам Роттек понимал размытость этих понятий. Равенство, по мнению Роттека, это равная свобода, равные права. Естественное право в учении Роттека — это разумный идеал.

## Политическая теория мыслителя
Для германских либералов центральным был вопрос о происхождении общества и государства. Из его решения они делали вывод о легитимности этих институтов. В «Лексиконе» Роттек определял государство как наиважнейшее из всех обществ, общество и государство появляются одновременно. Функция государства — охрана граждан. Общество учёный определял как основанное на праве объединение разумных личностей для реализации общей цели. Следовательно, государство есть объединение некоторого числа людей в целях соблюдения законов. Цель государства — гарантировать унаследованные и естественные права человека и максимальную свободу граждан. Государство должно являться гарантом собственности, и любое причинение вреда имуществу должно строго караться, так как собственность — это переплетение гражданских и естественных начал. Никакие права и обязанности вне договора немыслимы. Вводит понятие «общая воля» — своеобразное объединяющее начало. Главная цель общей воли — общее благо. Идеальная общая воля — это высшая государственная власть, высший принцип, который помогает принять решение при возникновении каких-либо противоречий. Роттековская концепция избирательного права чисто либеральная, она отрицает сословный принцип формирования правительства, однако демократизация избирательного права представлялась ему довольно опасной. В его системе избирательным правом не обладали женщины, люди с запятнанной репутацией, слуги, служащие, связанные особыми обязательствами с правительством и др.
Роттек выступал против двухпалатной системы представительства, так как она нарушает гражданское и политическое неравенство.
Роттек обосновывал принцип разделения властей, однако он отрицал самостоятельность судебной власти. По его мнению, суды должны функционировать независимо как от законодательной, так и от административной власти, но эта независимость достигалась через лишение судебных органов государственного статуса.
Конституция, по мнению Роттека, это согласие князя принять конституционные ограничения своей власти, она должна регулировать отношения между правительством и народом. Идеальная форма государственной власти — республика, под которой он понимал такое государство, где через систему разделения властей обеспечивается господство общей воли. Таким образом, для мыслителя важна не форма правления, а республиканский дух.
К середине 30-х годов XIX века, не отказываясь от основ своего учения о государстве в принципе, Роттек главное внимание уделял конституционной монархии. Это позволяет говорить об эволюции его взглядов в направлении от рационализма к историзму. Таким образом, наилучшей формой правления для Германии была, по его мнению, конституционная монархия.

## Семья
В 1804 г. 29-летний Карл женился на 15-летней Катарине Морс (1785—1872), брак был на редкость удачным. У них было 9 детей, среди которых:
- Карл (1806—1898), адвокат; после участия в восстании в Бадене 1848/49 эмигрировал в США;
- Юлиус (1812—1891), профессор медицины во Фрайбурге, женат на Бабетте Фрайин фон Хюгель (1815—1869);
- Герман (1816—1845), историк;
- Фанни (род. 1819), замужем за Карлом Пфайфером (ум. 1869), директором банка в Штутгарте;
- Густав (1822—1893), доктор права, президент земельного суда во Фрайбурге.

Внучки:
- Лина (род. 1841), замужем за Юлиусом Баумгертнером (1837—1913), директором санатория в Баден-Бадене;
- Юлия (1869/71—1935), замужем за Карлом Эльбсом (1858—1933), профессором химии в Гисене.

Правнуки:
- Теодор Герцог (1880—1961), профессор ботаники в Йене.